# Marpo
Marpo, vlastním jménem Otakar Petřina (* 29. ledna 1985 Praha), je český rapper. Byl členem skupiny Charakter crew, vystupoval v seskupení Marpo & Mc Wohnout, poté založil svou kapelu TroubleGang. Zároveň je bývalým bubeníkem kapely Chinaski.

## Hudební kariéra
S rapem začal ve třinácti letech. Tehdy měl mikrofon za pár korun, nahrával si na magnetofon a koncerty hrál jen pro pár lidí. V tomto období Marpo vydal tři neoficiální CD v angličtině – Lyrical Heavy Weight, Verbal Expression Vol.1 a Verbal Expression Vol. 2. O několik let později založil Marpo spolu s MC Wohnoutem, Oerem, Shareemem a DJ Paickem kapelu Charakter.
2005 – Došlo k setkání s Gipsym z kapely Syndrom Snopp, který Marpovi vyprodukoval desku Původ Umění. Té se prodalo okolo 1000 kusů. Na desce hostovali např. Outhere, Hugo Toxxx aj. Půl roku po svém debutu se Marpo zúčastnil největšího rap battlu v historii českého rapu – RAP FIGHT VOL. 1 o 50 000 Kč. Zde Marpo spolu s Tafrobem vyhráli a zároveň porazili MC's jako jsou Phat, Čistychov nebo Gipsy. Proběhlo druhé kolo a Marpo se účastnil finále Whos The King Final Rap Fight o 100 000 Kč, kde Marpo s velkým předstihem zhruba o 150 hlasů zvítězil nad Tafrobem a Zverinou.
2006 – Dva měsíce po finále vydal Marpo desku Marpokalypsa, kterou opět produkoval Gipsy. Jako hosté se na desce objevili Outhere (New Jersey – NJ), Drift (NJ), Skandoe (Kalifornie) a Hard Target (FL). Z českých nebo slovenských interpretů se na desce podíleli MC Wohnout, Gipsy a DZK (Slovensko). Po jejím vydání se rozpadl Charakter a z původních pěti členů tak zbylo jen duo Marpo & Wohnout. Během turné k desce, ke kterému si Marpo pozval americkou Black Ops (Hard Target a Chief), byla nahrána mixtape s názvem BANG VOL.1, která vyšla v únoru. V tu samou dobu Marpo vyhrál cenu TV Óčko v kategorii hip-hop z rok 2006.
2007 – Podepsal smlouvu s Universal Music. Následovalo turné k Bang Mixtape. Sestava se oproti předchozí šňůře rozrostla o finského producenta Kfieda. Na podzim Marpo založil vlastní label Musiclovers a koncem října vyšla deska RAPSTAR (prodej 3000 ks). O hlavní produkci se postaral Kfied, o mastering Gipsy. Album se pokřtilo v pražském Roxy a v roce 2008 následovalo turné a koncerty společně s DJ Acmem a kytaristou 4Pym.
2008 – Marpo se stal právoplatným členem kapely Chinaski na pozici bubeníka, která vydala v roce 2010 zlatou desku Není na co čekat.
2010 – Vydal své 4. sólové album s názvem KNOCKOUT, jež bylo komplet nahráno a smícháno ve Spring Hill na Floridě. O master se postaral Glenn Schick z GS Mastering z Atlanty. Singl Já, sám a moje druhý já byl na první příčce T-Music Chart. Deska byla pokřtěna za účasti živé kapely v Lucerna Music Baru. Téhož roku Marpo podruhé vyhrál jako historicky první rapper cenu televize Óčko v kategorii hip-hop.
2011 – Nahrál novou desku s MC Wohnoutem, která měla vyjít na Vánoce. Do toho stále bubnoval ve skupině Chinaski a věnoval se thajskému boxu, v němž je vicemistr republiky. Marpo založil (společně s MC Wohnout, Bokym, 4Pym, Ondrou Škochem a Zdeňkem Urbanovským) kapelu Full Blooded Mutt (FBM). Pilotní singl s názvem Šáhnu na tvůj svět rotoval na TV Óčko.
2012 – Marpo vydal spolu s (MC Wohnoutem) dlouho očekávané 352EP s featama od IronKapa a Hard Targeta. Marpo se stal členem PVP Label.
2013 – 30. září vyšlo 5. studiové album s názvem R!OT následováno komplet vyprodaným tour.
2014 – V září mělo vyjít album Best of Marpo, které ale vydáno nebylo. Oslavil 10 let ve hře v pražském klubu Sasazu.
2015 – 23. září vyšlo TroubleGang Album, které obsahuje 12 tracků. Marpo se stal členem Mafia Records.
2016 – 29. února Marpo vydal své 6. studiové album Lone Survivor opět s dvanácti songy. Instrumentály jsou pod záštitou zahraniční produkce. Jako první český rapper uspořádal křest v hale (Incheba, vyprodáno – 4000 lidí), hosté Ektor a Separ.
2018 – 5. března vydal Marpo své 7. studiové album Dead Man Walking. Album se nahrávalo v Anglii, kde celou desku produkoval Clint Murphy ze studia Modern World Studios. Následovalo tour s názvem ROAD TO MARPOARENA. Dne 19.5.2018 uspořádal jako první český rapper na scéně koncert ve vyprodané O2 aréně, kterou pohltil dav dvanácti tisíc fanoušků.
2020 – Marpo vydává EP FXCK2K2KEP.
2021 – Marpo vydává své 8. studiové album s názvem Backwoods Bred. Na produkci se opět podílel Clint Murphy a společně s ním i Marcus Tran.
2024 – Marpo vydává své 9. studiové album s názvem Cowboys & Dreamers. Na produkci se podílel Marcus Tran.   
2025 – Marpo vydává své 10. studiové album s názvem Making Country Cool Again, kterou nahrál s Marcusem Tranem v Nashvillu, TN.
| Rok vydání | Název alba                | Počet skladeb |
| ---------- | ------------------------- | ------------- |
| 2005       | Původ Umění               | 14            |
| 2006       | Marpokalypsa              | 15            |
| 2007       | Bang! Mixtape             | 18            |
| 2007       | Rapstar                   | 15            |
| 2010       | Knockout                  | 12            |
| 2010       | Free Gift Rapping EP      | 3             |
| 2012       | 352EP Marpo x Wohnout     | 7             |
| 2013       | R!OT                      | 11            |
| 2015       | TroubleGang Album*        | 12            |
| 2016       | Lone Survivor             | 12            |
| 2018       | Dead Man Walking          | 13            |
| 2019       | Dva*                      | 12            |
| 2020       | FXCK2X2XEP                | 6             |
| 2021       | Backwoods Bred            | 15            |
| 2023       | Don't Quit Now EP         | 6             |
| 2024       | Cowboys & Dreamers        | 11            |
| 2025       | Making Country Cool Again |               |

*album je vytvořeno jako album skupiny TroubleGang

### Oficiálně vydané klipy
- Marpo – Jsem (2005)
- Marpo – Jděte mi z cesty (2006)
- Marpo – Nech to běžet (2007)
- Marpo & Black Ops – Let's Go (2007)
- Marpo – Já, sám a moje druhý já (2010)
- Marpo – Zahnaná do kouta feat. Karolina Majernikova (2010)
- Marpo & FBM – Šáhnu na tvůj svět (2011)
- Marpo – Knockout (2012)
- Marpo – Jsi Nebezpečná (2012)
- Marpo & IronKap – Maximum (2012)
- Marpo – Zavři Hubu (2012)
- Marpo & MC Wohnout – Zvedám (2012)
- Marpo – Celej Blokk feat. Hard Target (2013)
- Marpo – Tak Kdo (2013)
- Marpo – Prologue (2013)
- Marpo – Zavří Hubu pt.2 (2013)
- Marpo – Pravidla (2013)
- Marpo – Moment feat. Gemstar (2013)
- Marpo – Emma feat. Hard Target (2014)
- Marpo – S náma x Proti nám feat. Hard Target (2014)
- Marpo – Náš Hood (2014)
- Marpo & TroubleGang – Všude Kde Jsem Byl (2015)
- Marpo & TroubleGang – #Bitches (2015)
- Marpo & TroubleGang – LHÁŘI (2015)
- Marpo – Mladá krev feat. Ektor (2015)
- Marpo – Nic Nekončí (2015)
- Marpo – Už Nikdy (2016)
- Marpo – Drby ft. Separ (2016)
- Marpo – Už Držej Hubu (2016)
- Marpo – Wolfpack (2016)
- Marpo – Dead Man Walking (2017)
- Marpo – Motel 6 (2017)
- Marpo – Kruh feat. Lenny (2017)
- Marpo – Podle sebe ft.Rytmus (2018)
- Marpo – Conor McGregor ft. IronKap & WHNT (2018)
- Marpo – Synové Anarchie (2018)
- Marpo – Řeka (2019)
- Marpo & TroubleGang – Nejlepší (2019)
- Marpo & TroubleGang – Generace velkejch snů (2019)
- Marpo & TroubleGang – Víkend (2019)
- Marpo & Troublegang – Na prach spálit (2020)
- Marpo & Troublegang – Nejsi sám (2020)
- Marpo – Zavři Hubu pt.3 (2020)
- Marpo – Nebaví (2020)
- Marpo – Poslední rapovej hrdina ft. Hard Target (2020)
- Marpo – Lesby (2020)
- Marpo – Hillbilly (2021)
- Marpo – Bad Man (2021)
- Marpo – Sinner (2021)
- Marpo – V Plamenech (2021)
- Marpo – 1999 (2021)
- Marpo – zase další pondělí (2022)
- Marpo x WHNT – Jxxxt Běžnej Život (2022)
- Marpo – Jsem Prostě Takovej (2023)
- Marpo – Napořád (2023)
- Marpo – Můžeš Jít (2023)
- Marpo – Pompeje (2023)
- Marpo – Férovej Chlap (2024)

## Osobní život
Je synem rockového kytaristy Oty Petřiny a manažerky rockových skupin Hany Petřinové (např. Žlutý pes). Jeho matka dříve zastupovala také kapelu Chinaski. Největším hobby Marpa je thajský box (vicemistr České republiky). Má dceru Emmu (* 2013) a syna Otakara (* 2015).

## Ocenění
1. Cena TV Óčko HipHop Category 2006
2. Cena TV Óčko HipHop Category 2010
3. Cena 3. Místo kategorie hip hop a rap Český slavík 2023